# Слепо црево
Слепо црево (лат. intestinum cecum) је слепо затворени део десног колона, постављен испод ушћа илеума у дебело црево (лат. ostium ileocecale), затворен Баухиновим илеоцекалним залиском. Има изглед мешка просечне дужине око 6 цм и дијаметра око 7-7,5цм. Постављено нормално у десној бедреној јами, слепо црево показује индивидуалне варијације у погледу свога положаја. Може бити високо постављено испред десног бубрега или може да лежи у карличној дупљи, повлачећи са собом и црвуљак.

## Црвуљак
Црвуљак (лат. appendix vermiformis) је усађен на унутрашњој страни слепог црева испод илеоцекалног отвора. Од овога места полазе три уздужне мишићне траке (лат. taenicae) између којих се налазе џепна испупчења (лат. haustre coli), од којих једно гради дно слепог црева. Слепо црево и апендикс обавијени су перитонеумом и нормално слободно покретни у трбушној дупљи. Перитонеум је уздигнут крвним судовима и образује перитонеалне јамице – горњи и доњи илеоцекални шпаг а иза слепог црева ретроцекални шпаг.

## Варијације кроз врсте
Слепо црево је присутно код већине амниота, код гмизаваца то је најчешће једна медијална структура која полази са леђне стране дебелог црева, док птице обично имају два пара.
Већина сисара биљоједа имају релативно велико слепо црево са богатом бактеријском флором која им обезбеђује ензиматску обраду биљне хране, као што је целулоза. У многим врстама је знатно шири од остатка дебелог црева. Насупрот томе животиње у чијој је исхрани заступљена мало или никако биљна храна имају знатно мање слепо црево које је делимично или у целости замењено црвуљком.
Неки бескичмењаци као што су лигње такође могу имати структуре с истим именом али оно није кореспондентно са називом код кичмењака.

## Болести
Малигни тумори се деле на примарне и секундарне.

### Примарни
- карцином
- сарком
- карциноид
- апендицитис

### Секундарни
- инвазије околних малигних тумора најчешће желуца, материце и јајника.

### Рак дебелог црева
Рак дебелог црева (лат. Carcinoma colonis) pазликује се од осталих врста рака десног колона по извесним клиничким и еволутивним одликама. Често откривен као тумор десне карличне јаме, овај рак понекада у запаљењу даје слику акутног или субакутног апендицитиса. Колоректални карцином у око 16% је смештен у слепом цреву или узлазном колону и будући да је фекални ток више жидак промене ретко узрокују опструкцију и тако остају клинички непримећене дуго време, a могуће је да узрокују окултно крварење.
Морфолошки без обзира на макроскопски изглед тумори врло рано инфилтрирају и пенетрирају цревни зид и шире се у мезентеријум и регионалне лимфне чворове у раном стадијуму развоја болести. Они су подмукло инфилтративни па се тешко радиографски и макроскопски откривају. Рендгенска слика тешко може да се разјасни. Поред слике ампутације, неправилности ивице или недостаци импрегнације једини су знаци. Хистолошки 95% свих карцинома колоректума чине аденокарциноми, а многи од њих стварају муцин.
Карциноми десне стране често се откривају у току испитивања разлога умора или слабљења нејасног порекла или због неразјашњене сидеропеничне анемије. Клиничко је гесло да овај тип анемије у мушкарца упућује на гастроинтестинални карцином, обично у десном колону, осим ако нису присутни други очити узроци као што је малнутриција или хронична запаљењска цревна болест. 
Уколико хистолошки показују жаришта планоцелиуларне диференцијације називају се аденосквамозним карциномом.

#### Лечење
Терапија је хируршка. Потребна је десна хемиколектомија.

## Апендицитис
Акутни апендицитис (или Упала слепог црева) представља инфламацију слепог црева.
Постоје 2 облика:
- Лумен[2] слепог црева је оклудиран[3] (затворен)
- Присутно је само запаљење у зиду слепог црева